# Limão-cravo
O limão-cravo (nome científico: Citrus × limonia), fruta do limoeiro-cravo, é uma fruta cítrica também conhecida no Brasil sob os nomes comuns de limão-rosa, limão-cavalo, limão-egua, limão-francês, limão-capeta, limão-china, limão-vinagre e limão tambaqui. É chamado limão-galego em algumas regiões do Brasil, como Minas Gerais, Rio de Janeiro, Espírito Santo, Goiás e o Pará. (Em outras partes do Brasil, limão-galego é o nome comum de uma lima ácida, de casca fina e esverdeada-amarelada.)
O limoeiro-cravo, um arbusto espinhento, é subespontâneo nas montanhas, pastos ou beiras de rios, no Centro-Oeste (Goiás, Distrito Federal, Mato Grosso do Sul), no Sudeste (Minas Gerais, São Paulo) e no Sul (Paraná, Santa Catarina, Rio Grande do Sul). Chega a 5–6 m de altura. As folhas são de um verde intenso e aromáticas. As flores são pequenas, cheirosas e melíferas.
O limão-cravo é um fruto redondo, ligeiramente achatado, mas irregular, quase disforme. A casca, de cor verde-amarelada ou amarela, toma uma forte cor alaranjada na maturação, mas tem manchas e uma aparência grosseira, e é suscetível ao ataque de fungos e doenças. A polpa é de aparência geralmente sã, alaranjada, com um suco abundante, muito ácido, saboroso e rico em vitamina C.

## Origem
A espécie é provavelmente um híbrido entre tangerina e cidra, ou entre tangerina e limão, provavelmente de origem indiana: em meados do século XIX, segundo Joseph Dalton Hooker, encontrava-se nos vales ao pé do Himalaia.

## Usos
O suco do limão-cravo serve como tempero e refresco, mas é pouco comercializado.
As folhas são usadas como tempero.
O limoeiro-cravo é um porta-enxerto muito utilizado na citricultura paulista, por ser resistente à seca e favorecer a produtividade das plantas enxertadas nele. Daí o nome comum limão-cavalo.